# Triumph Dolomite
Pour le modèle de 1934, voir Triumph Dolomite (1934-1940).
La Triumph Dolomite est un modèle de voiture de la marque Triumph produit entre 1972 et 1980.

## Contexte historique
La Dolomite était le dernier ajout à la gamme de petites voitures Triumph (nom de code « Project Ajax »), qui avait débuté en 1965 avec la Triumph 1300. Conçu pour être la remplaçante de la Triumph Herald à propulsion arrière, la 1300 fut initialement équipée d'un moteur 1 296 cm3 et à traction avant. Le dernier modèle, introduit en septembre 1970 sous le nom de Triumph 1500, présentait une face avant et un arrière remodelés, dessinés par Michelotti, et un moteur plus gros de 1 493 cm3.
Triumph était cependant mécontent de la performance des ventes de la 1300. Bien que le modèle connut un certain succès, son prix plus élevé et sa plus grande complexité signifiaient que les ventes n'atteignaient jamais les niveaux d'une Herald plus simple et moins chère qui la précédait. Dans le but d'améliorer les choses, la voiture fut entièrement repensée. Lancée en septembre 1970, la Triumph Toledo était une variante moins chère et plus basique de la 1300, avec une propulsion arrière plus classique. Ce nouveau modèle a été assemblé aux côtés de la version à traction avant désormais plus grosse (la Triumph 1500) lancée en même temps que la Toledo.

## Conception
Conçue pour succéder aux variantes haut de gamme des modèles à traction avant, et également pour remplacer la version sportive de la Herald, la Triumph Vitesse six cylindres, la Triumph Dolomite fut dévoilée au London Motor Show en octobre 1971. Cependant, en raison d'un certain nombre de grèves et autres bouleversements industriels, la voiture n'est véritablement entrée en pleine production qu'en octobre 1972. Le nom « Dolomite » avait été utilisé par Triumph pour une gamme de modèles avant la Seconde Guerre mondiale et fut réutilisé pour la nouvelle voiture. La Dolomite utilisait la carrosserie plus longue de la Triumph 1500 à traction avant, mais avec la majorité du train de roulement de la Triumph Toledo à propulsion.

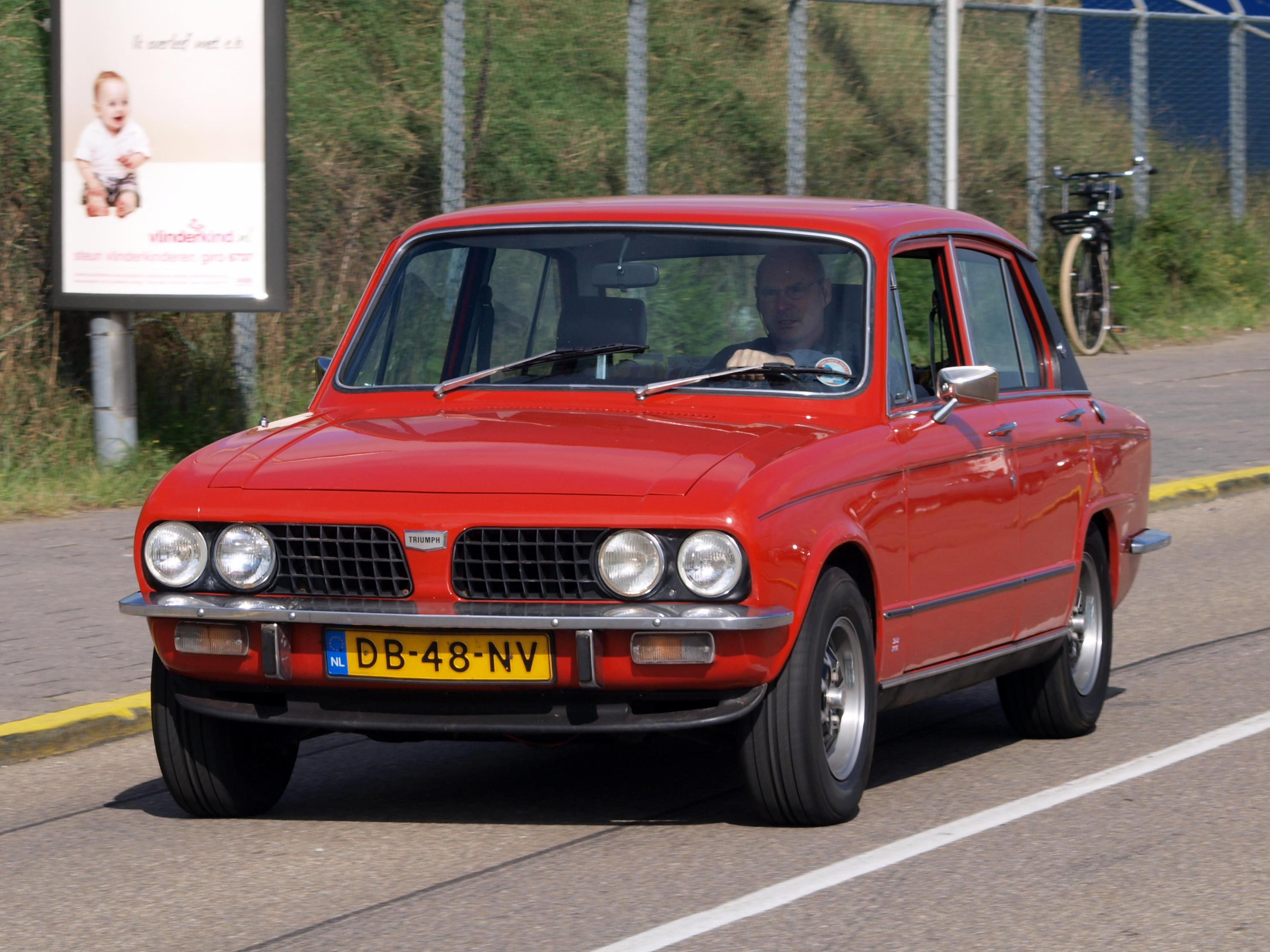
Triumph Dolomite 1850HL (1978).

Au départ, la seule version disponible utilisait le nouveau moteur quatre cylindres de 1 854 cm3, qui associaient une culasse en alliage (OHC) à un bloc en fonte, fournissant 91 ch (67 kW) qui offraient des performances sympathiques. Il s'agissait d'une version du moteur que la société fournissait déjà à Saab pour leur modèle 99.
Destinée au nouveau segment des compactes performance-luxe, la Dolomite venait concurrencer des voitures telles que la BMW 2002 et la Ford Cortina GXK. Elle était proposée avec un équipement standard de haut niveau pour l'époque, comprenant des phares à doubles optiques, une horloge, une instrumentation complète, des sièges et tapis luxueux, une lunette arrière chauffante et un allume-cigare. Le style était similaire à celui de la Triumph 1500, avec quelques améliorations telles qu'un panneau arrière peint en noir, des montants D en vinyle et de nouveaux enjoliveurs de roues. La voiture était capable d'une vitesse de pointe de 160 km/h, avec le 97 km/h atteint en un peu plus de onze secondes. Une boîte de vitesses avec overdrive fut rapidement disponible en option ainsi qu'une transmission automatique.

## Dolomite Sprint
Bien que la Dolomite se soit révélée raffinée et rapide, des voitures concurrentes comme la BMW 2002 étaient plus performantes. Cela coûtait cher à Triumph en termes de ventes comme de prestige. Pour y remédier, Triumph dévoila la Dolomite Sprint en juin 1973, soit un an après la date de sortie initiale prévue en 1972.

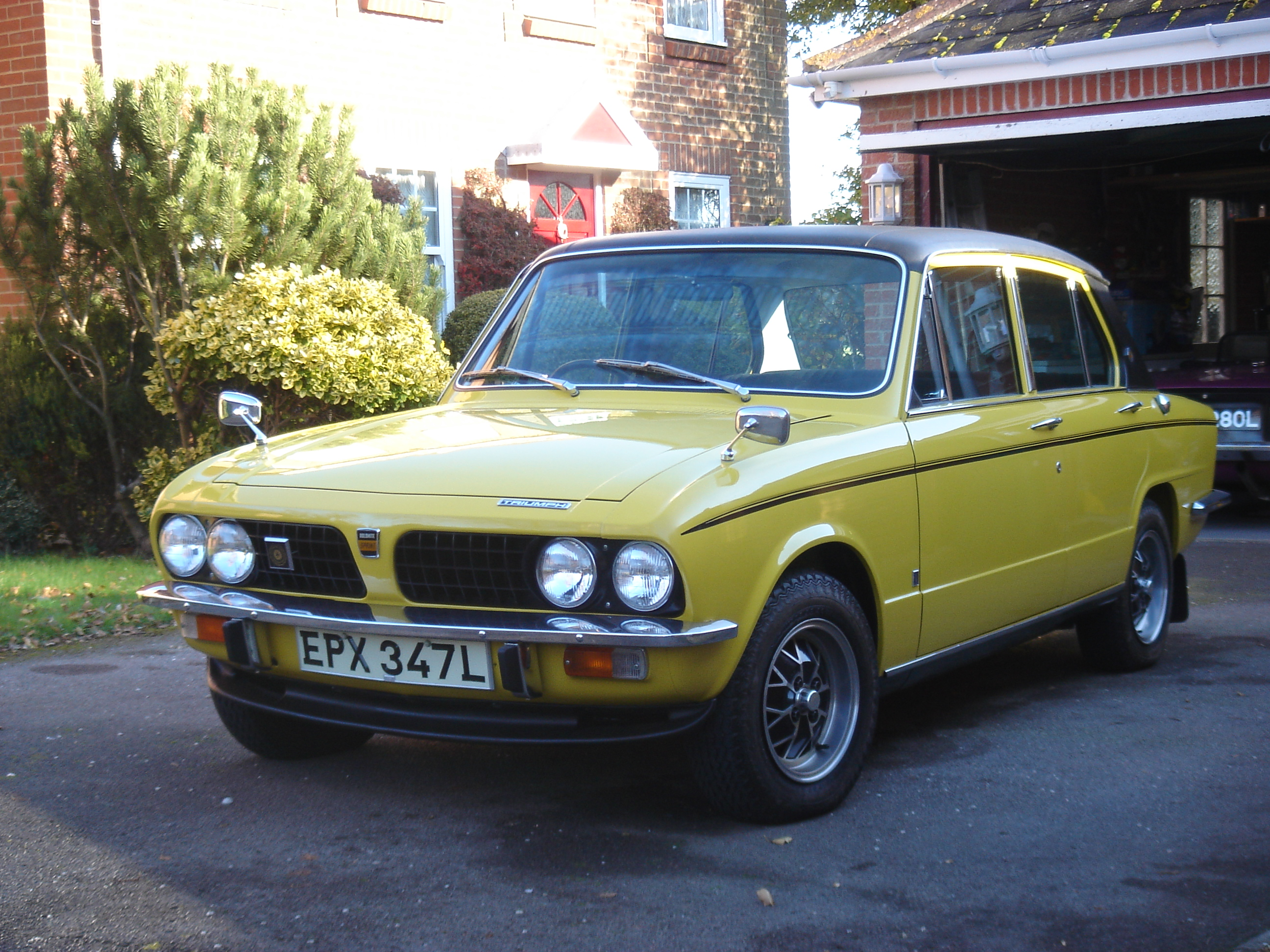
Triumph Dolomite Sprint (1973).

Une équipe d'ingénieurs dirigée par Spen King développa une culasse à 16 soupapes, toutes les soupapes étant actionnées à l'aide d'un seul arbre à cames plutôt qu'avec une disposition 2ACT plus conventionnelle. La cylindrée fut augmentée à 1 998 cm3 et, combinée à de plus gros carburateurs S.U., la puissance passa à 127 ch (93 kW) à 5 700 tr/min et le couple à 165 N m à 4 500 tr/min. Cela représentait une augmentation de puissance significative par rapport à la version plus petite de 1 850 cm3, mais sans atteindre l'objectif initial de 137 ch (101 kW).
Bien que les ingénieurs de British Leyland aient pu extraire de façon fiable 152 ch (112 kW) des moteurs d'essai, la chaîne de production n'était pas en mesure de construire les moteurs au même niveau de qualité, avec des rendements de production de l'ordre de 127 ch (93 kW) à 132 ch (97 kW). Cela conduisit à la désignation originale du modèle « Dolomite 135 », rapidement remplacée par « Sprint ».

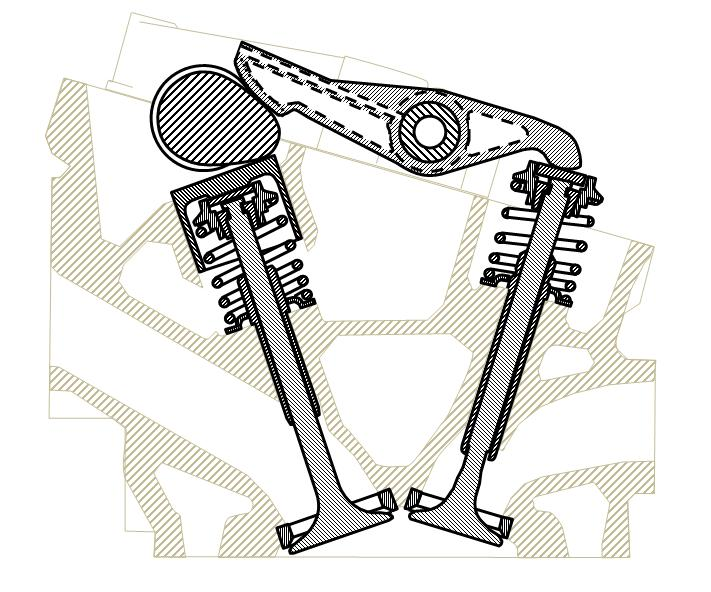
Section d'une culasse Triumph Dolomite Sprint, mettant en évidence la seule came actionnant les soupapes d'admission (directement) et d'échappement (via un culbuteur).

En raison de l'utilisation de ce moteur, la Dolomite Sprint se revendiquait comme étant « la première voiture multisoupape de série au monde ». Alors que d'autres moteurs multisoupapes (notamment la Lotus 907) ont été produits en volume, ils n'ont été utilisés dans les véhicules de production de masse qu'après l'introduction de la Dolomite Sprint. La conception de la culasse remporta un prix du British Design Council en 1974.
L'accélération de 0 à 97 km/h se faisait en environ 8,4 secondes, avec une vitesse maximale de 192 km/h. L'aspect extérieur était similaire à la 1850, avec des jantes en alliage standard (une autre première pour une voiture de production britannique), un toit en vinyle, un spoiler à l'avant, des doubles échappements et une suspension abaissée. Les sièges en tissu repris de la 1850 étaient également montés sur la Sprint.
En raison de l'augmentation de puissance apportée par le nouveau moteur, le reste de la chaîne cinématique fut mise à niveau pour pouvoir supporter le couple supplémentaire. La boîte de vitesses et le différentiel furent remplacés par une version équipant les voitures des séries TR et 2000, mais avec des rapports plus courts. Les freins furent améliorés avec de nouveaux matériaux pour les plaquettes à l'avant, l'installation de tambours plus grands et une valve de détection de charge à l'arrière. Un autre changement par rapport à la Dolomite standard comprenait un différentiel à glissement limité en option. L'overdrive et les transmissions automatiques du modèle 1850 étaient également proposés en option sur la Sprint. Les premiers modèles n'étaient disponibles que dans la teinte « jaune mimosa », bien que d'autres couleurs soient disponibles à partir de 1974.
Lors de son lancement, la Sprint était vendue au prix de 1 740 £, ce qui la plaçait extrêmement bien face à des voitures similaires d'autres constructeurs. La presse accueilli la Dolomite Sprint avec enthousiasme. Motor a résumé son essai routier (sous-titré La Grande-Bretagne ouvre la voie) avec des éloges :
« […] la Sprint doit être la réponse à la prière de nombreuses personnes. Elle est bien aménagée, compacte, mais trompeusement spacieuse. Les performances sont là en abondance, mais l'économie est bonne et les manières du modèle assez impeccables… Plus important encore, c'est une voiture extrêmement satisfaisante à conduire. »
Un communiqué de presse daté de mai 1973, du département des relations publiques de BL, déclarait : « Pour reconnaître les performances de la Dolomite Sprint, la gamme de couleurs des voitures de sport Triumph sera utilisée, les 2 000 premières voitures finies seront peintes couleur Mimosa avec des garnitures noires. D'autres caractéristiques distinctives sont un simili cuir noir, un revêtement de toit en vinyle, des panneaux de carrosseries contrastées et de nouveaux badges. »
À partir de mai 1975, l'overdrive et les vitres teintées étaient livrées de série. Toutes les Sprint étaient équipées de garnitures latérales de carrosserie, d'un encadrement en plastique pour le levier de vitesses et d'un rétroviseur côté conducteur. Les appuie-têtes étaient désormais disponibles en option. À partir de mars 1976, les appuis-têtes, une radio et un pare-brise en verre laminé étaient livrés de série. En 1978, les pare-brise feuilletés sont devenus un équipement standard et en 1980, pour se conformer à la législation britannique, des feux antibrouillard arrière doubles étaient également installés de série.
Comme avec de nombreuses autres voitures britanniques Leyland de cette époque, un certain nombre d'options « réglage spécial » étaient disponibles pour la Dolomite Sprint. Ces mises à niveau installées par le concessionnaire pouvaient comprendre des carburateurs plus gros, un système d'échappement libéré et des arbres à cames de compétition. Ces améliorations étaient conçues par l'équipe compétition de l'usine et proposées afin d'homologuer ces pièces pour la compétition.
En 1977, un certain nombre (probablement 62) de Triumph TR7 avec le même moteur Sprint ont été fabriqués comme voitures de pré-production de Speke à Liverpool. Cependant, cette variante TR7 Sprint fut annulée avec la fermeture de l'usine d'assemblage de Speke en 1978.

## Rationalisation

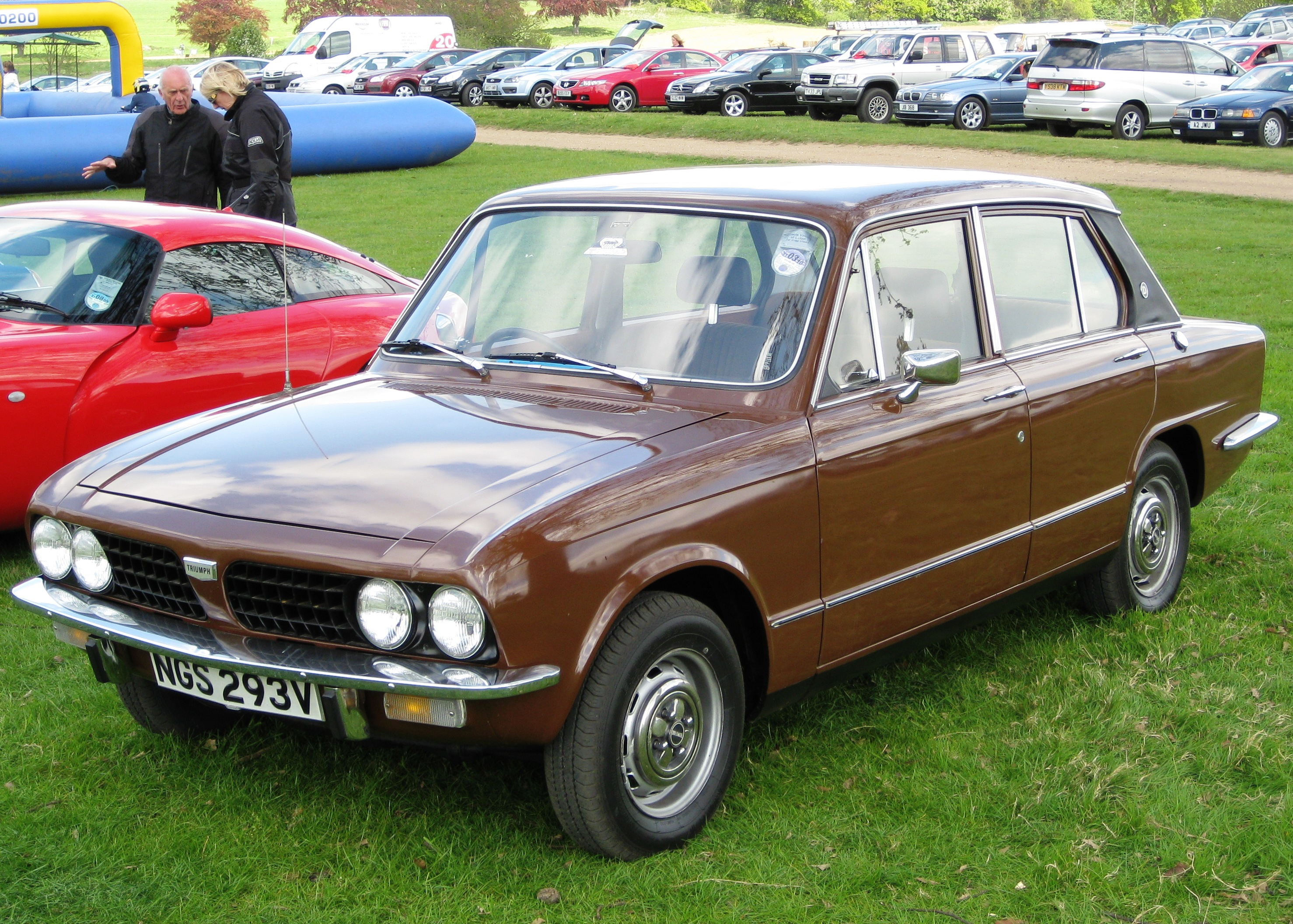
Triumph Dolomite 1500 (1980).

Au milieu des années 1970, la gamme était devenue complexe, avec un grand nombre de modèles et de spécifications. La carrosserie Dolomite était toujours fabriquée sur les modèles suivants :
- Toledo de base (carrosserie à coffre court, 1 296 cm3 OHV, propulsion arrière) ;
- 1500 TC (carrosserie standard, 1 493 cm3 OHV, propulsion arrière) ;
- Dolomite/Dolomite Sprint (carrosserie standard, 1 998 cm3 OHC, propulsion arrière).

En 1976, le fabricant ayant été nationalisé et suivant les recommandations du rapport Ryder commandé par le gouvernement, la Dolomite et d'autres gammes de types similaires furent rationalisées ainsi :
- Dolomite 1300 : modèle de base, garniture de base, phares simples, moteur 1 296 cm3 ;
- Dolomite 1500 : identique à la 1300, avec moteur de 1 493 cm3 ;
- Dolomite 1500HL : spécifications luxe reprises de la 1850, avec moteur de 1 493 cm3 ;
- Dolomite 1850HL : spécifications luxe, moteur OHC de 1 850 cm3, spoiler avant monté à partir de 1975 ;
- Dolomite Sprint : version performance : garniture de luxe, moteur 16 soupapes de 1 998 cm3.

La Dolomite 1300 utilisait le moteur standard SC de 1 296 cm3 des Herald et Spitfire, et remplaçait la Toledo comme modèle de base dans la gamme. L'aspect était identique à l'exception de la carrosserie allongée qui donnait un plus grand coffre que les Dolomite originales. Les 1300 ont conservé des aménagements simplifiés, comprenant des phares simples et carrés, des instruments et des sièges de base, avec le tableau de bord en bois et la moquette de la Toledo. Il n'y avait pas d'option deux portes comme il y en avait eu pour la Toledo. La carrosserie à coffre plus court de la Toledo cessa d'être produite. L'équipement de série comprenait des sièges avant inclinables, un allume-cigare, un témoin d'avertissement « attachez la ceinture de sécurité », un rétroviseur extérieur côté conducteur, deux feux de recul et un rétroviseur intérieur. La conception du tableau de bord était la même que celle de la Toledo rénovée de 1975. Il n'y avait pas d'overdrive ou d'option de transmission automatique sur la 1300.

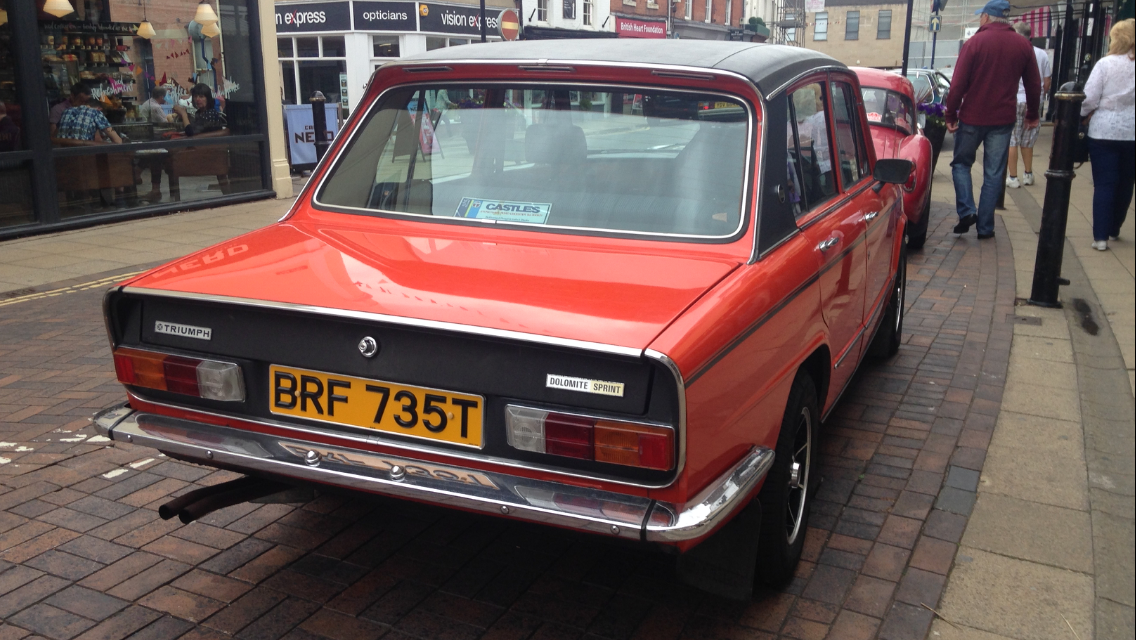
Face arrière de Dolomite Sprint (1978).

Le modèle suivant, en remplacement de la Triumph 1500 TC, était la Dolomite 1500. Cette voiture offrait des spécifications identiques à la Dolomite 1300, à part les sièges, mais avec un moteur de 1 493 cm3 et des carburateurs doubles. Les transmissions avec overdrive et automatiques étaient proposées en option.
La 1500HL avait des spécifications essentiellement identiques à la luxe 1850 (désormais désignée « 1850HL »), toujours avec le moteur de 1 493 cm3. Les performances étaient satisfaisantes, et encore une fois, les transmissions avec overdrive et automatiques étaient en option. Le modèle HL avait un niveau d'équipements amélioré par rapport à la Dolomite 1500 standard, comprenant un compte-tours, un voltmètre, des cadrans de carburant et de température séparés, une horloge, une colonne de direction réglable ainsi qu'un siège conducteur réglable en hauteur, des appuie-tête, des aumônières au dos des sièges avant, un accoudoir central arrière et un habillage en ronce de noyer sur les quatre portes.

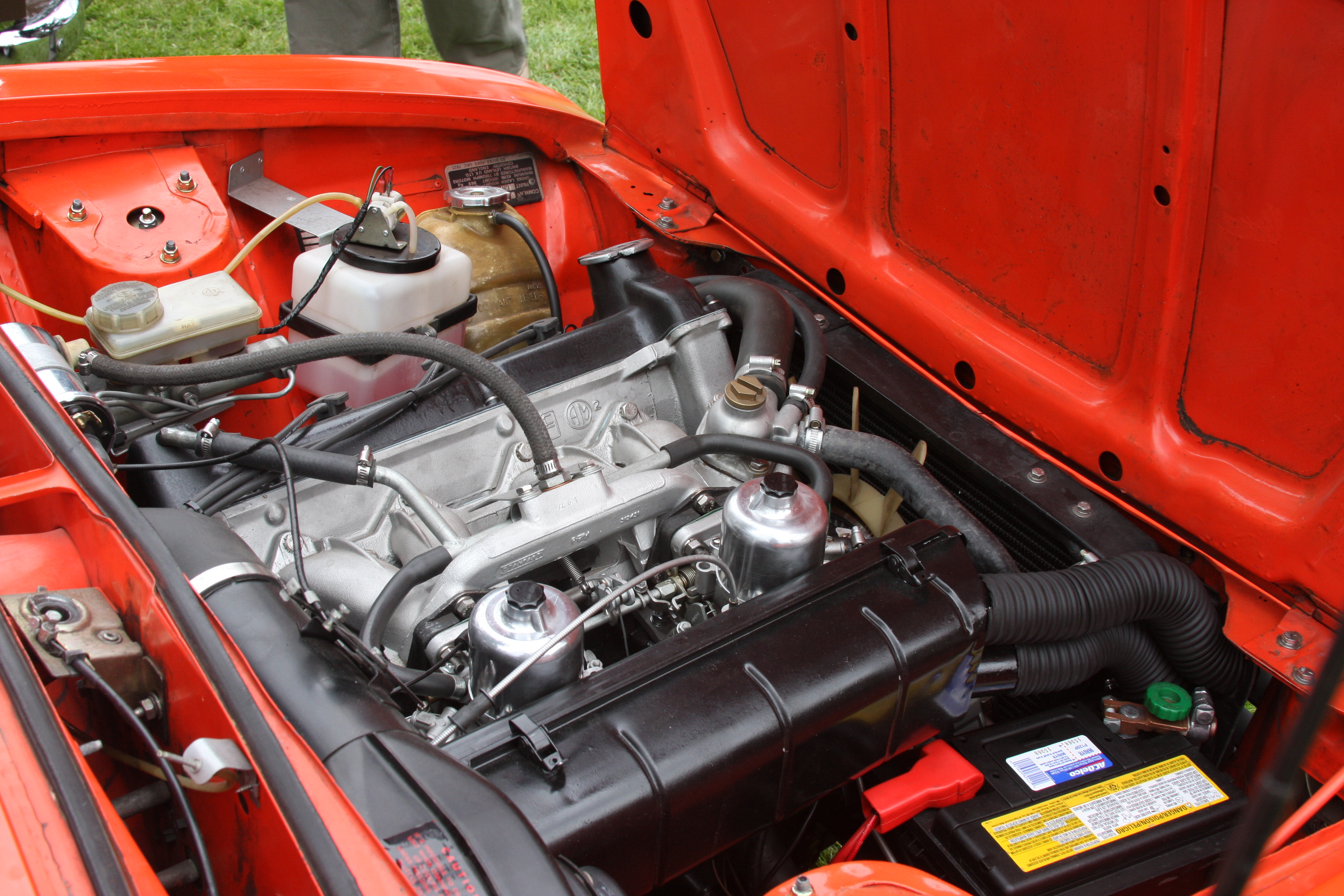
Moteur de Dolomite Sprint 1980.

Les nouveaux modèles 1500 ont remplacé l'ancienne configuration à traction avant par une propulsion, avec quelques différences externes apparentes au niveau de la carrosserie. À une époque où la plupart des fabricants de voitures plus petites se concentraient sur les voitures à traction avant, ce changement était largement considéré comme quelque peu rétrograde. Cependant, la gamme de modèles à propulsion étant totale chez Triumph cela signifiait que le passage à la propulsion sur le modèle permettrait des économies importantes. L'histoire s'est répétée près de 30 ans plus tard lorsque MG Rover, un descendant de la société britannique Leyland propriétaire de Triumph, a converti le modèle à traction Rover 75 en MG ZT à propulsion.

## Fin des années 1970
La Dolomite a très peu changé (dans toutes ses variantes) du début à la fin, seules des différences mineures de finition et des équipements standard supplémentaires étant les principaux changements. 1979 a vu l'introduction de la Dolomite SE, dont 2 163 exemplaires furent construits. La carrosserie provenait du modèle de base 1500 (phares simples) mais l'intérieur était équipé de garnitures de luxe comprenant un tableau de bord et des couvre-portes en ronce de noyer (le tableau de bord était du même style que celui de la Dolomite 1300), des sièges en velours gris et une moquette assortie. Toutes les voitures étaient peintes en noir avec de larges rayures argentées sur toute la longueur, et les lettres « SE » à l'extrémité de l'aile arrière. La SE arborait également un spoiler avant et des roues de style Spitfire. Bien que toujours populaire à la fin des années 1970, la Dolomite avait l'air de plus en plus démodée face à une concurrence plus récente.

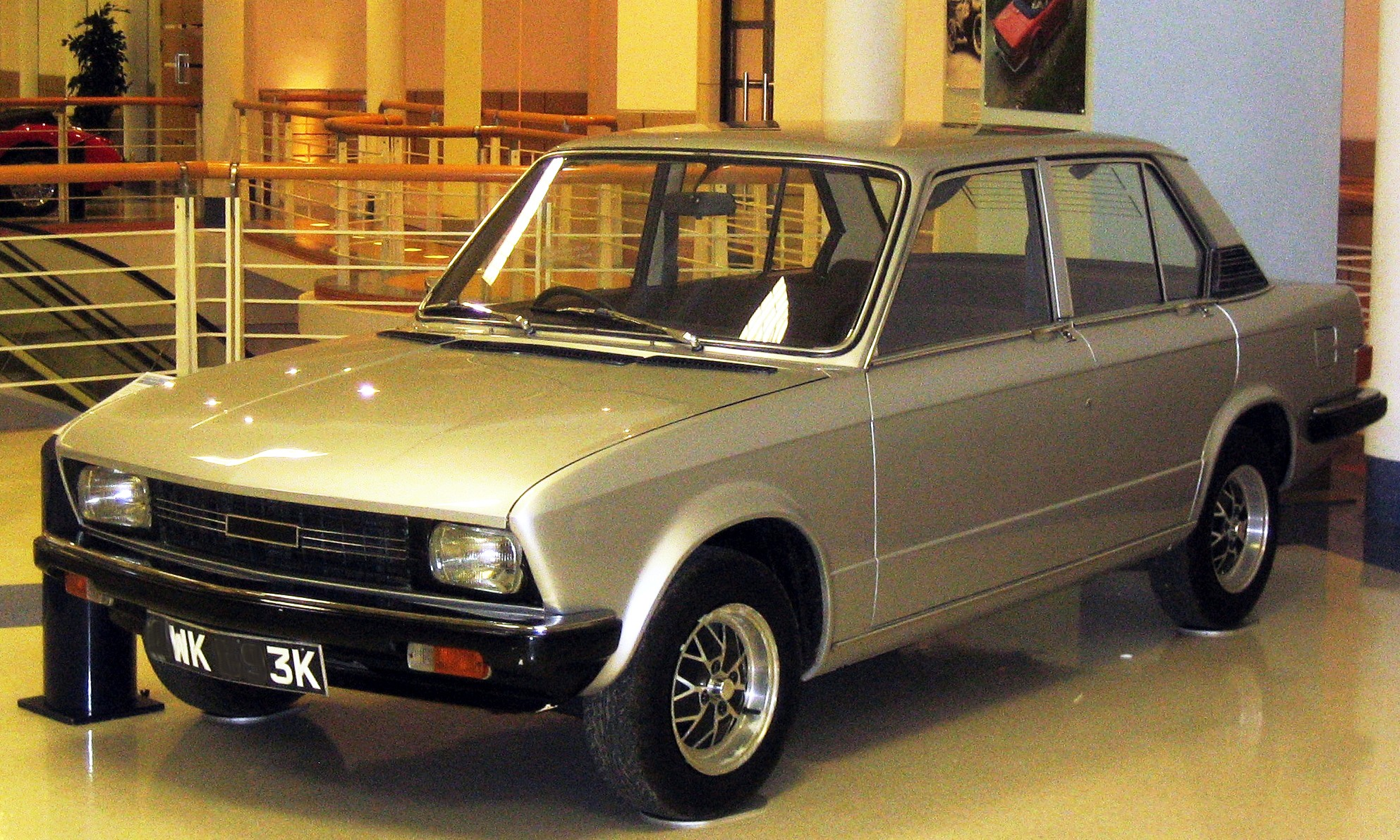
Proposition du designer Michelotti en 1971.

Le designer Giovanni Michelotti proposa un nouveau design prometteur (basé sur la Sprint) et ressemblant à une Fiat 132 avec un devant carré et un « arrière » style BMW. Au moins un exemplaire en taille réelle fut créé. Avec les graves problèmes que rencontrait BLMC, la direction refusa le projet car il n'y avait tout simplement pas assez d'argent. La production continua jusqu'en août 1980 lorsque BL a fermé l'usine de Canley dans le cadre d'un processus de restructuration aboutissant également à la fermeture de l'usine MG d'Abingdon deux mois plus tard.
La Dolomite a été remplacée un an plus tard par la Triumph Acclaim, une berline familiale quatre portes traction avant produite en joint-venture avec Honda. L'Acclaim n'était cependant pas un modèle sportif mais une voiture conçue pour rivaliser avec les berlines familiales traditionnelles, et qui connu de fortes ventes sur le marché britannique.
Ce modèle permis de maintenir la marque en vie jusqu'en 1984, année ou l'Acclaim fut remplacée par la Rover 200 et ou la Triumph Motor Company cessa d'exister.

## Réputation et popularité aujourd'hui
La Dolomite, peut-être injustement, a acquis une réputation de fragilité. L'arrivée de la Dolomite est survenue à un moment turbulent pour BL et Triumph, en particulier du fait de la coexistence de nombreux nouveaux modèles, d'une architecture complètement nouvelle et surtout d'une construction bloc fonte/culasse alliage OHC. Cette technologie moteur n'étant pas très connu des mécaniciens en concessions, ceux-ci n'avaient pas toujours pleinement conscience des exigences d'entretien d'un tel moteur. Ce moteur nécessitait en particulier que son système de refroidissement soit maintenu en bon état et partiellement rempli d'un inhibiteur de rouille, faute de quoi une corrosion conduisait à des colmatages du radiateur et une surchauffe pouvait se produire. Avec un exemplaire bien entretenu, ce modèle ne pose plus de problèmes aujourd'hui. Parmi les passionnés, la Dolomite et surtout la Sprint sont toujours populaires, avec de nombreuses pièces encore disponibles et des clubs très actifs.
La Dolomite est devenue un spectacle assez rare sur les routes britanniques avec seulement environ 1 300 exemplaires en état de marche enregistrés au Royaume-Uni et 300 à 400 Sprint 16 soupapes en 2009. Ceci est un chiffre plutôt élevé par rapport à d'autres voitures contemporaines telles que la Morris Marina, dont moins de 800 exemplaires sur les 953 576 produits étaient toujours en état de marche, bien que la Marina ce soit mieux vendue que la Dolomite. Ces voitures ont connu un succès populaire dans toute l'Europe et en Australie, où les Sprint ont été importés entre 1975 et 1978 et ont couru à Amaroo Park et à la célèbre Bathurst 1000. Un petit nombre de Dolomite, y compris la variation Sprint, ont également été importés en Nouvelle-Zélande lors de la première production.

## Sport automobile

### Voitures de tourisme
La Dolomite Sprint a participé au championnat britannique de voitures de tourisme de 1974 à 1978. Elle a rencontré un certain succès, avec Andy Rouse remportant le championnat des pilotes en 1975, remportant également le titre de constructeur en 1974 avec son coéquipier Tony Dron.
La Sprint conduit par Andy Rouse et Tony Dron réussi cinquième au général dans la course des 24 Heures de Spa en juillet 1974. En septembre, Dron prit la 3e place au général dans une Sprint de compétition dans la course du Trophée Touristique RAC de cette année. En 1975, Andy Rouse remporta le championnat britannique des voitures de tourisme en prenant le titre pilote à bord d'une Sprint. En 1976, l'équipe Broadspeed ne fit courir qu'une seule Dolomite Sprint au British Saloon Car Championship, Rouse terminant deuxième dans la catégorie des deux litres. 1977 vit le départ de Rouse et le retour de Tony Dron en tant que pilote du Broadspeed sur une Dolomite Sprint préparée. Dron a remporté pas moins de sept des douze courses contre une concurrence féroce, et a raté de peu le championnat en raison d'un problème de pneu lors de la dernière course alors qu'il menait sa catégorie avec plus d'une minute d'avance. En 1978, Broadspeed engagea une seule Dolomite Sprint (conduit par Tony Dron) ne remportant qu'une seule course. Cependant la Sprint remporta encore la Classe B la dernière année de sa production, avec une voiture engagée par l'usine qui concourrait dans le British Saloon Car Championship.

### Rallye
En raison d'une carrosserie plus lourde et d'un moteur un peu fragile, la Dolomite Sprint a moins bien réussi en rallye. Les abandons étaient assez fréquents, ce qui a empêché de terminer les rallyes en 1974.

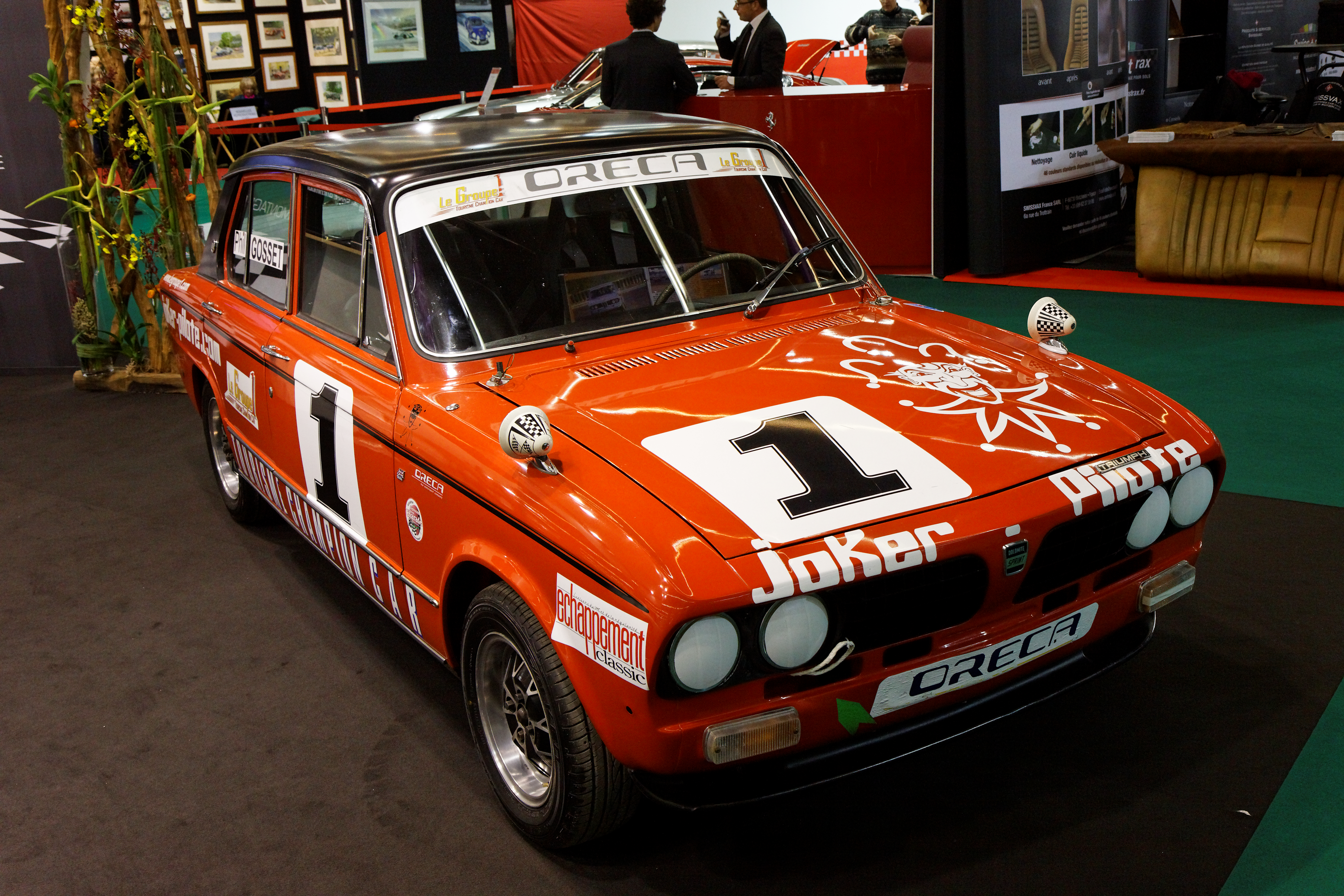
Triumph Dolomite Sprint au Rétromobile 2011.

Les choses se sont légèrement améliorées en 1975 lorsqu'une Sprint avec Brian Culcheth et Johnstone Syer a terminé 11e au classement général du Welsh Rally en mai 1975 (FRW 812L). Cela a été rapidement suivi d'une impressionnante deuxième place au classement général du Tour de Grande-Bretagne en août 1975, et au Lombard RAC Rally de 1975, Culcheth et Syer ayant remporté le Groupe 1 et premiers de la catégorie.
En janvier 1976, Tony Pond et D. Richards remportèrent le Groupe 1 du Tour of Dean Rally. Au cours du même mois, Culcheth et Syer terminèrent cinquième au classement général du Snowman Rally et septième au classement général du Mintex Rally un mois plus tard, Tony Pond et D. Richards arrivant premier dans le Groupe 1. Culcheth et Syer durent abandonner dans le Granite City Rally en mars, tandis que Pond et Richards arrivèrent quatrième au classement général terminant premiers du Groupe 1. Culcheth et Syer ont terminé deuxième du Tour de Grande-Bretagne et du Manx Trophy Rally en août, tandis que P. Ryan et F. Gallagher terminèrent neuvième au classement général. P. Ryan et M. Nicholson arrivèrent également premiers du Groupe N au Lindisfarne Rally en octobre, et deuxième du Groupe 1 au Castrol '76.

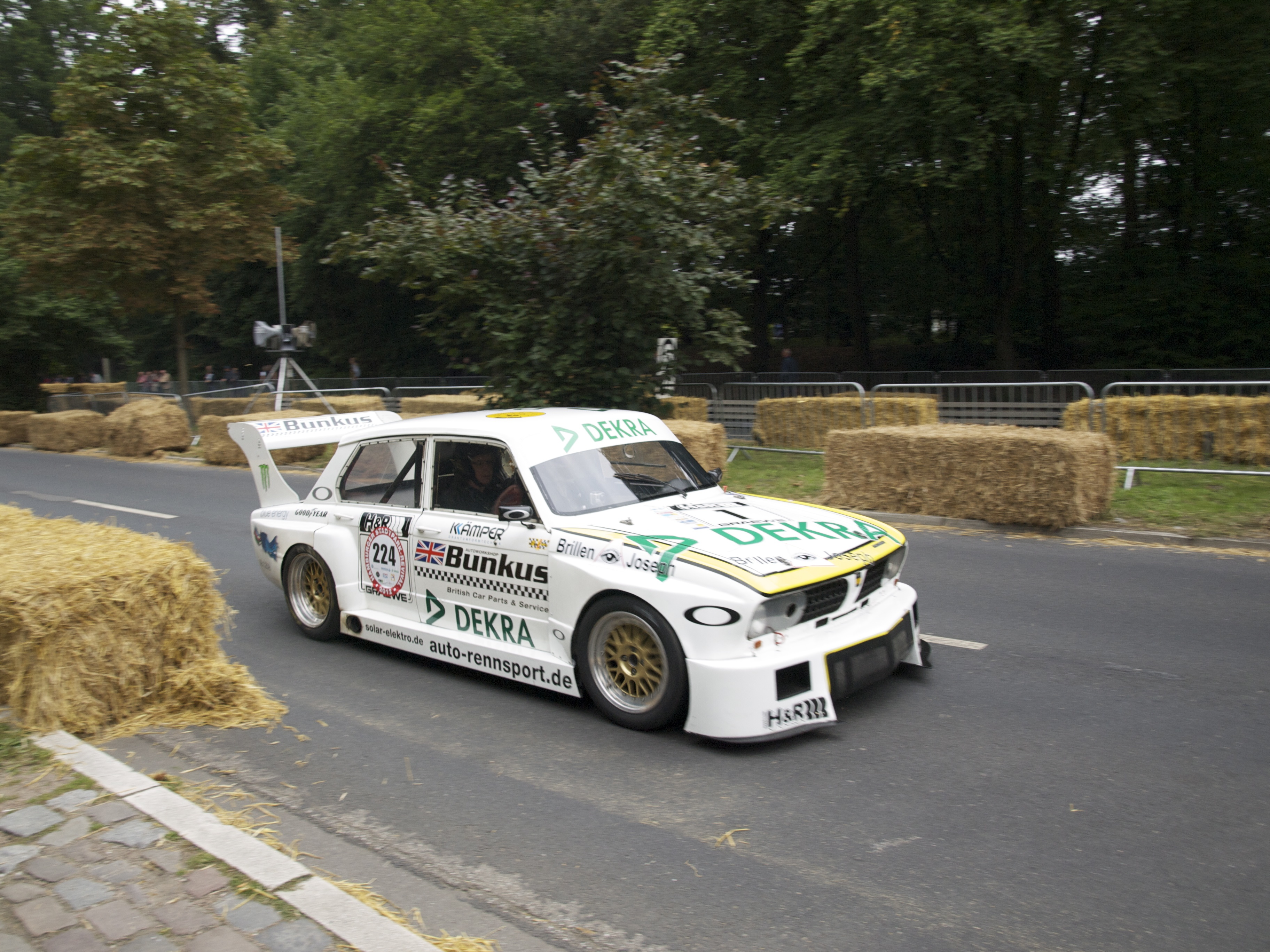
Dolomite de compétition de Joachim Bunkus.

À partir de mai 1976, la Dolomite Sprint côtoiera la TR7 avant d'être finalement retirée du rallye, la TR7 V8 prenant le relais. Dans le Rallye Lombard RAC de 1976, la Sprint fut contrainte d'abandonner sur problèmes de moteur. 1977 serait la dernière saison où les Sprint engagées par l'usine concourraient en rallye. Ryan et Nicholson réussirent à remporter le Groupe 1 en terminant huitième au classement général du Granite City Rally, suivi par la neuvième place au classement général du Welsh Rally et en terminant deuxième du Groupe 1.
Le rallye écossais vit Ryan et Nicholson terminer 12e au classement général et aida à remporter le prix par équipe avec deux autres TR7. Le Manx Rally de septembre 1977 était le tout dernier rallye où une Sprint fut engagée par l'usine, mais elle termina sa carrière de rallye sur une bonne note, terminant septième au général et première dans le Groupe 1 (catégories « Classe 1 » et « Production ») pilotée par Ryan et Nicholson.
Les Dolomite Triumph continuent d'être utilisées dans de nombreuses épreuves de sport automobile classique aujourd'hui, avec des voitures sur piste, des courses de côte, des étapes de rallye et des autocross au Royaume-Uni, en Europe continentale, en Australie, ainsi qu'aux États-Unis.

## Voitures dérivées de la Dolomite

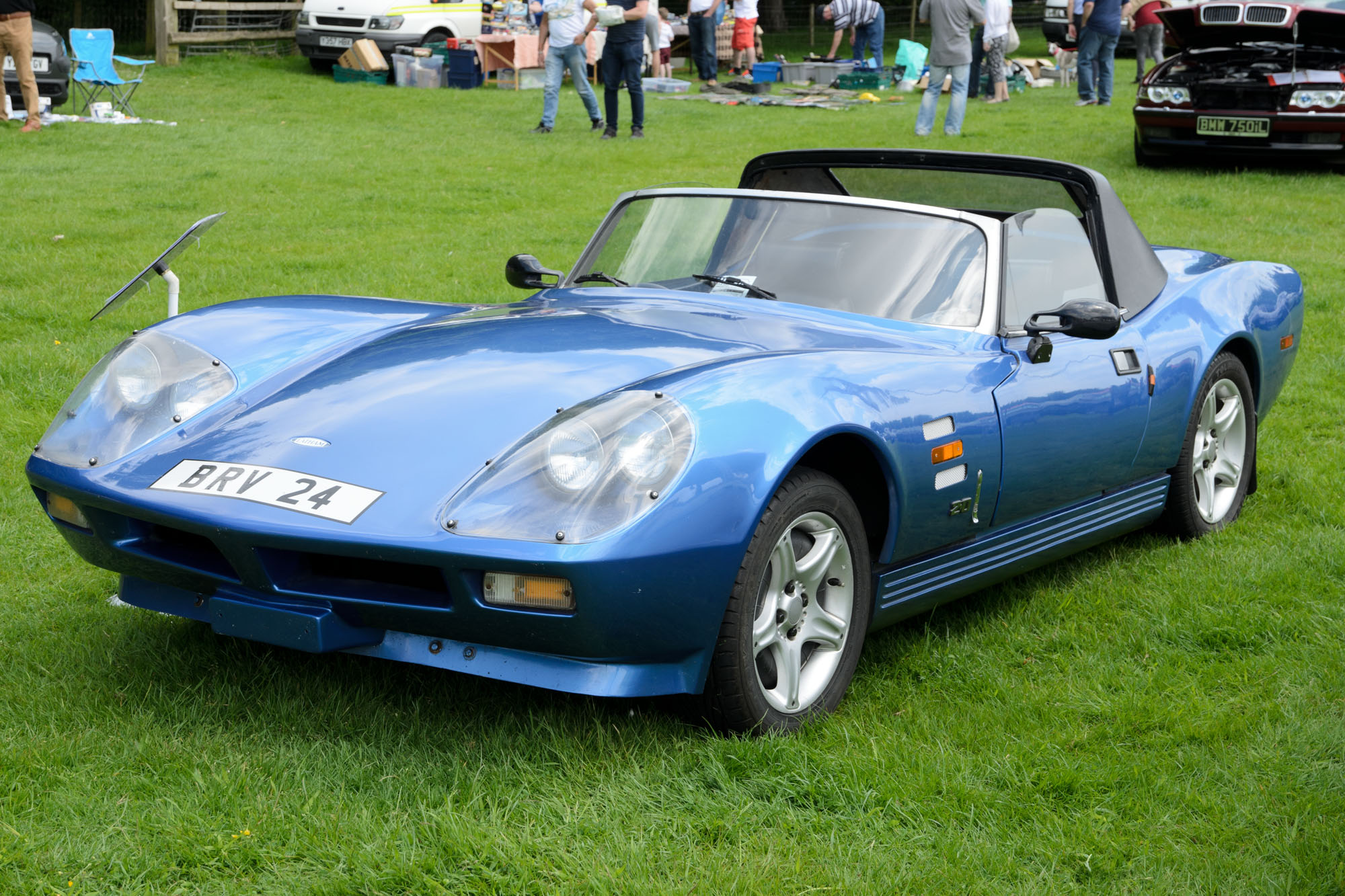
Latham F2 (1991)

La première Robin Hood S7, une réplique de Lotus Seven, utilisait le sous-châssis avant et les composants mécaniques de Dolomite, le tout assemblé sur une carrosserie monocoque en acier inoxydable. Plus tard, les Robin Hoods furent basées sur des éléments Ford.
La Latham F2 utilisait des mécaniques Dolomite (généralement des Sprint) avec une carrosserie de voiture de sport en fibre de verre.

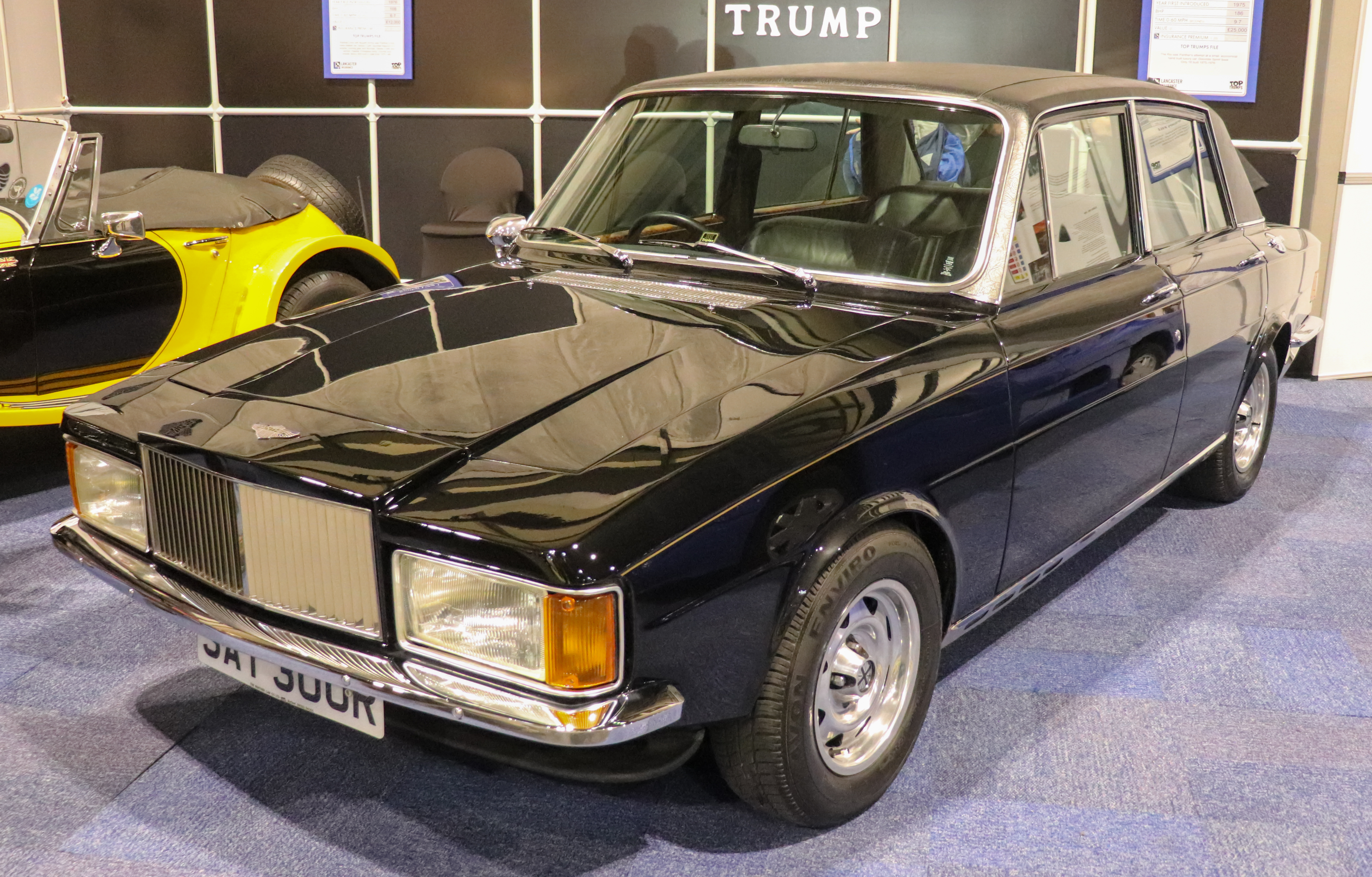
Panther Rio 2.0 (1977)

La Panther Rio était basée sur la Dolomite 1850 mais recarrossée avec des panneaux en aluminium et un intérieur entièrement remanié. Il existait également la Panther Rio Especiale qui utilisait une Dolomite Sprint comme base. Ces modèles étaient relativement cher, 9 445 £ pour le Rio Especiale quand, en février 1976, une Dolomite Sprint pouvait être achetée pour 3 283 £ et une Jaguar V12 XJ12 5,3 litres pour 7 496 £. Au total, 38 exemplaires de la Rio furent produits et vendus entre 1975 et 1977.